# Soldado raso

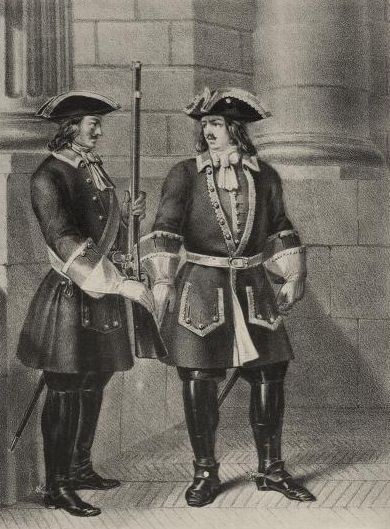
Ejemplo de un soldado raso.

El soldado raso o soldado cabo peón es aquel miembro de las fuerzas armadas, que ya ha ingresado y es efectivo, pero que ocupa el escalafón más bajo después de recluta en la cadena de mando.
De hecho, no tiene a nadie a su mando. En España, se le denomina simplemente "soldado", aunque la denominación de soldado raso se entiende mejor para el personal no familiarizado.
Es el elemento básico de los ejércitos, y de su preparación depende, en gran parte, la eficacia de las fuerzas armadas.
En la Armada, salvo en el cuerpo de Infantería de Marina, en lugar de soldados existen marineros. Su jefe más inmediato es el cabo. Ambos, cabo y soldado, forman parte de la tropa.
En el ámbito de los países que forman parte de la OTAN, al grado de soldado raso le corresponde el código OR-1 según la norma STANAG 2116 que estandariza los grados del personal militar.

## África

### Sudáfrica
En el ejército sudafricano, el rango más bajo es el de soldado raso. Los soldados rasos no llevan insignias en sus uniformes. En los diferentes cuerpos se le conoce con diferentes títulos.
- Rifleman (Rfn) - Cuerpo de Infantería de Sudáfrica
- Signalman (Sgn) - Cuerpo de señales sudafricano
- Artillero (Gnr) - Cuerpo de Blindados Sudafricano y Cuerpo de Artillería Sudafricano
- Zapador (Spr) - Cuerpo de Ingenieros de Sudáfrica

## Asia

### Indonesia

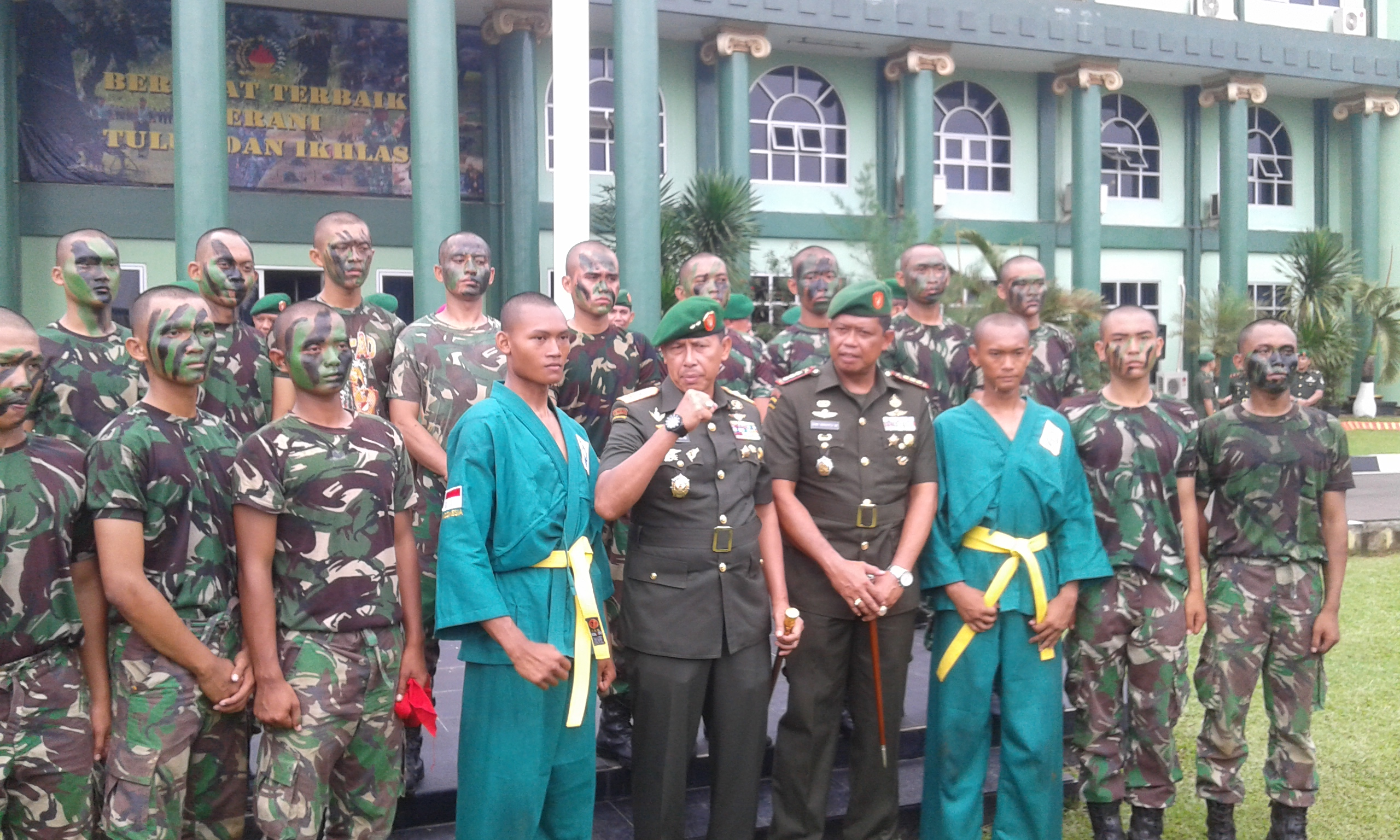
Soldados del ejército indonesio posan con dos oficiales

En Indonesia, este rango se denomina Tamtama (concretamente Prajurit, que significa soldado), que es el rango más bajo de las Fuerzas Armadas Nacionales y de la Policía especial de Indonesia. En el Ejército de Indonesia, el Cuerpo de Marines de Indonesia y la Fuerza Aérea de Indonesia, el "soldado raso" tiene tres niveles, que son: Soldado (Prajurit Dua), Soldado de Primera Clase (Prajurit Satu) y Soldado Principal (Prajurit Kepala). Después de este rango, el siguiente ascenso es el de cabo.
rajurit Kepala)

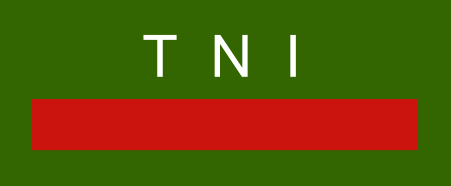
Soldado (Prajurit Dua)
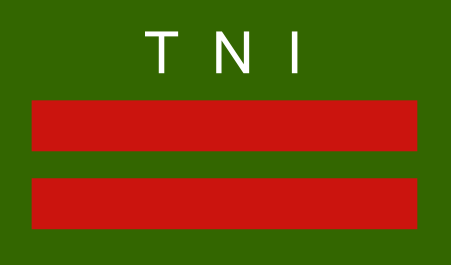
Soldado de Primera Clase (Prajurit Satu)
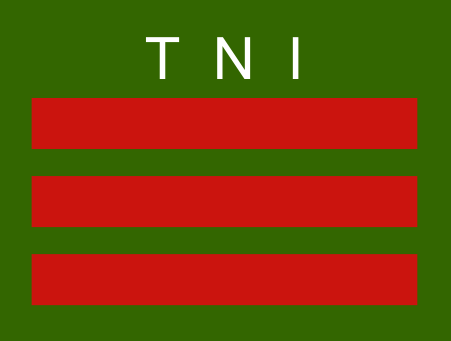
Soldado Principal (Prajurit Kepala)

### Filipinas
En las Fuerzas Armadas de Filipinas, el rango de soldado raso es el rango más bajo del personal alistado. Actualmente lo utilizan el Ejército de Filipinas y el Cuerpo de Marines de Filipinas. Está por debajo del rango de soldado de primera clase. Equivale al de aviador del Ejército del Aire y al de aprendiz de marinero de la Armada y la Guardia Costera.

Insignia de soldado del Ejército de Filipinas
Insignia de soldado raso del Cuerpo de Marines de Filipinas

### República Popular China
En el Ejército Popular de Liberación de la República Popular China, los soldados rasos y los soldados de primera clase son típicamente soldados conscriptos que sirven por un período de dos años; los conscriptos que se ofrecen para continuar más allá de este período pueden convertirse en soldados profesionales: "Una vez finalizado el entrenamiento de iniciación, los reclutas reciben el rango de soldado raso; en su segundo año se convierten en soldados raso de primera clase. Al cabo de dos años, los reclutas pueden ser desmovilizados o, si se presentan voluntarios, pueden ser seleccionados para convertirse en suboficiales. También pueden asistir a una academia militar para convertirse en oficiales tras pasar un examen. En efecto, el periodo de reclutamiento de dos años es un periodo de prueba"

### Singapur
Una vez que los reclutas completan su Entrenamiento Militar Básico (BMT) o el Entrenamiento Básico de Rescate (BRT), alcanzan el rango de soldado raso (PTE). Los soldados rasos no llevan rangos en su portagrupos. Los PTE que tienen un buen rendimiento son ascendidos al rango de cabo primero (PFC). En la actualidad, las Fuerzas Armadas de Singapur rara vez conceden el rango de soldado raso. Todos los reclutas privados pueden ascender directamente a cabo primero si cumplen los requisitos mínimos de calificación, evaluación de la conducta y rendimiento laboral. Los reclutas que no hayan completado el BMT pero hayan cumplido dos años de Servicio Nacional serán ascendidos a soldado raso.

## América

### Canadá
En las Fuerzas Armadas Canadienses (CAF), el soldado raso es el rango más bajo para los miembros que llevan el uniforme del ejército. Equivale a la suma de los códigos OTAN OR-1 a OR-3, y no a un código OTAN específico. La política de las Fuerzas Canadienses dicta tres tipos de ascensos en este rango: la promoción (sustantiva), el ascenso y la concesión del rango interino. Hay tres ascensos de rango (fr: échelons)) (que no deben confundirse con la promoción sustantiva, aunque el avance está bajo la terminología de la promoción) del rango de soldado: Soldado (Recluta), Soldado (Básico) y Soldado (Entrenado), que podrían considerarse extraoficialmente como equivalentes a los códigos OTAN OR-1, OR-2 y OR-3, respectivamente.
Los dos principales subtipos de ascensos en funciones son la calificación de interino/faltante (AL/) y la provisionalidad (A/ (P)) (poco frecuente). El interino falto de calificación sólo tiene razones de "promoción" (o, de bonificación) y de antigüedad (una vez ascendido de forma sustantiva, la antigüedad en el nuevo rango de cabo (corporal) es la fecha de ascenso al rango sustantivo, con ajuste simultáneo a la fecha de concesión (o "promoción a") del rango interino). Mientras se cumplan todos los demás prerrequisitos administrativos y el miembro tenga 48 meses de servicio calificado, se obtiene la calificación de interino carente (literalmente, carente de la calificación QL5 prerrequisito para ser considerado y respetado como Cabo sustantivo). Una vez cumplido el último prerrequisito, se produce el ascenso sustantivo (normalmente, sólo sobre el papel, sin una segunda ceremonia para conmemorar el ascenso). Mientras siga siendo un Cabo Privado Interino (Formado) (AL/Cpl Pte(T)) (o, simplemente, cabo interino (AL/Cpl), o, informalmente, cabo (Cpl)), el soldado raso no tiene las facultades de autoridad o legales del rango de cabo. Los cabos interinos recién ascendidos pueden, a menudo, exigir erróneamente, en virtud de esta concesión, que un soldado raso del mismo rango obedezca necesariamente sus órdenes. En la práctica, la cadena de mando (CdC) determina la antigüedad práctica por el cargo designado. No es infrecuente que un soldado raso (capacitado) sea designado como responsable (CI) de sus compañeros, incluidos los cabos interinos, para una determinada tarea/turno/evento/ejercicio. Por lo tanto, un Soldado (Recluta) con 5 o más años de antigüedad, por ejemplo (lo que suele ocurrir, por ejemplo, al haber ingresado a través de un NCM-SEP Archivado el 24 de diciembre de 2013 en la Wayback Machine, completar la universidad antes de asistir a la formación básica, luego lesionarse permanentemente durante la formación básica, cumplir con su servicio obligatorio (OS) y ser considerado para la liberación y, posteriormente, esperar dicha liberación), tiene mayor antigüedad que un Cabo Menor Interino con 4 años de antigüedad. En este caso, el soldado raso (recluta), sin nombramiento de la cadena, se convertiría teóricamente en CI por defecto, por encima de un cabo interino. Un soldado raso (recluta) que haya prestado servicio durante 2 años recibe la misma paga que un soldado raso (capacitado) y un soldado raso (básico) que haya prestado servicio durante 2 años, ya que los incrementos salariales alcanzan el máximo después de 2 años, desde que la CAF eliminó las columnas salariales de básico y recluta para el rango de soldado raso desde el año fiscal 1992 hasta 1998[10] Debido a la complicada y anticuada estructura organizativa de los rangos de la CAF, la mayoría de los miembros de todos los rangos no conocen las normas y, en consecuencia, no las cumplen. No se ha publicado ningún debate sobre la separación de los ascensos de rango en rangos jerárquicos independientes. 

### Estados Unidos de América
En el Ejército de los Estados Unidos, el término soldado raso (private) se utiliza para los dos rangos de alistamiento más bajos, justo por debajo del soldado de primera clase (E-3) o PFC. El rango más bajo es el de "soldado raso (E-1)" o PVT, a veces denominado "recluta", pero este rango también puede ser ostentado por algunos soldados después de ser castigados por el Código Uniforme de Justicia Militar, o por soldados castigados por el UCMJ como una degradación hasta que sean dados de baja. Un PVT no lleva ninguna insignia de rango en el uniforme; desde la llegada del uniforme de combate del ejército (ACU), se ha puesto de moda el término de argot "fuzzy", que hace referencia a la zona del parche de velcro en blanco del ACU donde normalmente se colocaría el rango.
El segundo rango, "Soldado (E-2)" o PV2, lleva un solo galón, conocido coloquialmente como "alas de mosquito". El ascenso a PV2 es automático tras seis meses de servicio, pero puede reducirse a cuatro meses mediante una exención. Una persona que haya obtenido el premio Eagle Scout, el Gold Award, o que haya completado al menos dos años de JROTC puede alistarse en cualquier momento con el rango de PV2. El término de dirección  private ("soldado raso") puede aplicarse correctamente a cualquier soldado del Ejército de E-1 (PV1) a E-3 (PFC). La abreviatura "Pvt" puede utilizarse cuando el grado específico de soldado raso es irrelevante (como en los cuadros de organización y equipamiento).

#### Cuerpo de Marines de los Estados Unidos
En el Cuerpo de Marines de los Estados Unidos, soldado raso (Pvt) se refiere únicamente al rango de alistado más bajo, justo por debajo de soldado de primera clase. Un soldado raso del Cuerpo de Marines no lleva ninguna insignia en el uniforme y a veces se le describe como con una "manga de sastre" por esta razón. La mayoría de los nuevos marines que no son oficiales comienzan su carrera militar como soldados rasos. En el Cuerpo de Marines, a los soldados rasos de primera clase no se les llama "soldado raso"; es más apropiado utilizar "soldado raso de primera clase" o "soldado de primera clase".

## Europa

### Bélgica
Al alistarse en el ejército belga, se obtiene el rango de soldaat (neerlandés) o soldat (francés), tanto si se desea ser voluntario, suboficial u oficial. El rango posterior depende de la rama del servicio: por ejemplo, en la Real Academia Militar (para la formación de oficiales) se asciende pronto al rango de korporaal (holandés) o caporal (francés), es decir, "cabo". La insignia es una simple marca negra o la versión simplificada del escudo de la Real Academia Militar para los candidatos a oficiales.

### Finlandia

Insignia del rango militar de sotamies (soldado raso) del Ejército y la Fuerza Aérea de Finlandia.

El rango finlandés equivalente es sotamies (literalmente "hombre de guerra"), aunque desde 1973 es un término puramente de papel, ya que todos los soldados de infantería pasaron a llamarse tropas jääkäri, antes reservadas sólo a la infantería ligera móvil. Al igual que en el ejército británico, las distintas ramas utilizan nombres diferentes:
- Infantería - jääkäri ("jaeger")
- Ingenieros militares - pioneeri ("pioneros")
- Cuerpo de señales - viestimies ("señalizador")
- Caballería - rakuuna ("dragón")
- Artillería - tykkimies ("artillero")
- Cuerpo de tanques - panssarimies ("tanquista")

En el Ejército del Aire finlandés, el rango básico es lentosotamies ("aviador"). En la Marina finlandesa, el rango básico es matruusi ("marinero") o tykkimies ("artillero") en la infantería de marina.
Los soldados de cuerpos especiales pueden denominarse por su función o unidad, como kaartinjääkäri (jaeger de la Guardia), panssarijäkäri (jaeger blindado), laskuvarjojääkäri (jaeger paracaidista), rajajääkäri (jaeger fronterizo) o rannikkojääkäri (jaeger costero).

### Francia
En el ejército francés, el soldat de seconde classe es el rango militar más bajo. Este rango también se denomina recrue ("recluta").

### Hungría
El nombre del rango más bajo del ejército húngaro (Magyar Honvédség) es honvéd, que significa "defensor de la patria". La palabra también se utiliza informalmente para designar a un soldado en general de cualquier rango (es decir, "nuestro honvéds" o un oficial denominado honvédtiszt, oficial honvéd). Esto se debe a que las tradiciones militares húngaras son estrictamente defensivas, a pesar de que el ejército húngaro participó en ofensivas en suelo extranjero en las dos guerras mundiales. La palabra honvéd se utiliza desde la Revolución Húngara de 1848. El término no se utiliza para los soldados de ejércitos extranjeros: un soldado extranjero sin rango se llama közlegény, literalmente "muchacho común" u "hombre común".

### Irlanda
El soldado raso (Pte) (saighdiúr singil en irlandés), es el rango más bajo del ejército irlandés. Los soldados se alistan como reclutas y luego siguen un curso básico de instrucción. Hay tres grados de soldado raso en el ejército. Tras la formación básica, el soldado pasa de recluta a soldado raso de 2 estrellas (Pte 2*) (saighdiúr singil, 2 réalta). Tras una formación más específica del cuerpo (que suele durar ocho semanas), el soldado pasa a ser soldado de 3 estrellas (Pte 3*) (saighdiúr singil, 3 réalta). A todos se les suele llamar simplemente "soldado raso", aunque antes de ser ascendidos, a los reclutas se les puede llamar "recluta".
En las unidades del cuerpo, la designación del rango cambia. En la artillería, el rango se conoce como artillero (Gnr), pero normalmente sólo después de completar un curso de artillero, y en la caballería se conoce como soldado de caballería (Tpr). Los soldados rasos de los Servicios de Comunicaciones e Información se denominan señalistas. Los auxiliares médicos se denominan a veces medic, aunque esto puede aplicarse a los soldados rasos y a los cabos.

### Italia
En el ejército italiano, el soldato es el rango militar más bajo. Este rango también se denomina recluta. Soldado es el término genérico para designar a los soldados rasos. Pero en muchos cuerpos especializados nunca se utiliza este término, ya que se prefiere un término más específico, relacionado con el cuerpo. Por ejemplo, el rango más bajo en las tropas alpinas es alpino, y el rango más bajo en la artillería es artigliere. En las fuerzas aéreas, este rango se denomina aviere y en la marina, marinaio.

### Países Bajos
En el Ejército Real de los Países Bajos, la Landmacht, los rangos equivalentes son soldaat (soldado), similar al original francés, con diferentes clases:
- Soldaat derde klasse (soldado/privado de 3ª clase), para soldados en Algemene Militaire Opleiding o AMO (Formación Militar General), con insignias.
- Soldaat der tweede klasse (soldado/privado de 2ª clase), el rango básico de la infantería, con una insignia de una sola banda roja, obtenida después de la AMO pero antes de completar la Initiële Functie Opleiding o IFO (formación inicial para el empleo).
- Soldaat der eerste klasse (soldado de primera clase), comparable al soldado de primera clase, con una insignia con dos bandas rojas contiguas, obtenida automáticamente un año después de completar la IFO.

Dependiendo de dónde sirva el soldaat, puede ser considerado kanonnier (artillero en la artillería), huzaar (húsar en la caballería) o fuselier (fusilero en los rifles), así como comando, jager o rijder. Hay menos diferenciación que en otros países entre las distintas fuerzas armadas. Un soldaat puede ascender a korporaal (cabo).

### Reino Unido
En el ejército británico, un soldado raso (Pte) equivale a un OR-1 y a un OR-2 en la escala de la OTAN, aunque no hay diferencia de rango. Los soldados rasos no llevan ninguna insignia. Muchos regimientos y cuerpos utilizan otros nombres distintivos y descriptivos en lugar de soldado raso, algunos de estos rangos se han utilizado durante siglos; otros tienen menos de 100 años de antigüedad[21] En las Fuerzas Armadas británicas contemporáneas, el rango de soldado raso del ejército equivale, en términos generales, al de marinero hábil en la Royal Navy, al de aviador, al de aviador principal y al de aviador superior en la Royal Air Force, y al de marino (Mne) o banderillero, como rango equivalente apropiado en la Royal Marines. En la Brigada de Muchachos, el rango de soldado raso se utiliza cuando un muchacho pasa de la sección juvenil a la sección de la compañía.

## Oceanía

### Australia
En el Ejército australiano, un soldado de rango privado no lleva ninguna insignia. Al igual que su homólogo del Ejército británico, el rango de soldado raso (PTE) del Ejército australiano tiene otros títulos, dependiendo del cuerpo y la especificación de ese miembro del servicio.
Los siguientes rangos alternativos están disponibles para los soldados rasos en el Ejército Australiano:
- Artesano (CFN) - Real Cuerpo de Ingenieros Eléctricos y Mecánicos de Australia[5]
- Artillero (GNR) - Real Artillería Australiana
- Zapador (SPR) - Reales Ingenieros Australianos;
- Músico (MUSN) - Cuerpo de Bandas del Ejército Australiano
- Signalman (SIG) - Real Cuerpo de Señales de Australia
- Soldado (TPR) - Real Cuerpo Acorazado Australiano, Aviación del Ejército Australiano y Regimiento del Servicio Aéreo Especial Australiano
- Patrullero - Unidades de Vigilancia de las Fuerzas Regionales[9]